# Fekete György (jogász)
Fekete György (Alsóvárca, 1911. május 15. – 2002.) magyar jogász, egyetemi tanár, jogi szakíró.

## Életútja
Középiskolát Szilágysomlyón végzett, jogi diplomát Kolozsvárt szerzett, a párizsi Sorbonne-on folytatott tanulmányokat. Ügyvédi irodában dolgozott Kolozsvárt, s bekapcsolódott az illegális Kommunisták Romániai Pártja (KRP) munkájába. Katonai szolgálata után szövetkezeti jogtanácsos (1945-1947), majd a Bolyai, ill. Babeș–Bolyai Tudományegyetemen adott elő, a jogi kar tanára.
Az Új Út című politikai hetilap felelős szerkesztője (1949-1953). Jogi írásait a Justiția Nouă, a Studia Universitatis Babeș-Bolyai s a Korunk közölte; egyes tanulmányai külföldi német folyóiratokban jelentek meg. Egyetemi tankönyveket szerkesztett, s részt vett A Román Népköztársaság alkotmánya című munka (1957) szerkesztésében. Egyéb munkái: Lakóházak építése állami hitellel (Asztalos Sándorral, 1957. Jogi Kis Könyvtár; németül is; Házasságkötés, a házasság felbontása (1958).